# Contra: Hard Corps
Contra: Hard Corps, publicado en Europa como Probotector y en Japón como 魂斗羅 ザ・ハードコア (Kontora Za Hādokoa?), es un videojuego para el sistema Mega Drive. Publicado en 1994, es el primer juego de la saga Contra lanzado para una consola de Sega.

## Argumento
La historia se sitúa en 2641 d. C. (cinco años después de los acontecimientos de Contra III: The Alien Wars), en donde la amenaza alienígena ha terminado y la civilización se reconstruye. Para hacer cumplir el orden público, en un mundo que se reconstruye, el destacamento de fuerzas Unificado Militar Especial Móvil Fuerza K-X (a.k.a. "Hard Corps") es montado.
El juego empieza cuando un sistema de seguridad ha sido violado, lo que hace que robots se escapen y causen estragos en la ciudad. La insurrección de robots es sólo una distracción para llamar la atención del equipo Hard Corps, mientras un destacamento de fuerzas desconocido se infiltra al complejo del ordenador de defensa de la ciudad. La remota investigación conduce al Coronel Bahamut, un héroe de “Alien Wars”, quien aspira a la dominación mundial con la ayuda de una célula alíen que había sido almacenada en el complejo de defensa. Esto aumenta a los miembros del destacamento de fuerzas Hard Corps para investigar y vencer esta amenaza. 
La historia, dependiendo de cuál camino tome el jugador, puede variar. Esto queda reflejado en cinco diferentes finales buenos y uno malo.

## Personajes
The Hard Corps
Este equipo está conformado por cuatro miembros seleccionables que son:
- Ray Poward - Nacido y criado en los barrios bajos de la ciudad, Ray era una vez el líder de un grupo de jóvenes delincuentes. Él más tarde fue reclutado por el Comandante Doyle para unirse al equipo Hard Corps por sus habilidades sin iguales en el combate y se ha hecho desde entonces un campo central vigente en el equipo. Su arsenal consiste en el Vulcan Laser, the Crasher, el Spread Shot y la Homing Gun. Ray continuaría a hacerse el personaje central de Contra: Legacy of War y su secuela, C: The Contra Adventure, aunque ninguno de esos juegos fueron incluidos en el canon de la serie. En Probotector se llama CX-1.

- Sheena Etranzi - Soldado Femenino y una experta en guerra. Su arsenal consiste en el Genocide Vulcan Gun, el Shower Crusher, el Break Laser y el Ax Laser. Sheena reaparece en el juego Contra 4 " como personaje jugable en un bonus desbloqueable, ella es la primera protagonista femenina en la saga contra. En Probotector se llama CX-2.

- Brad Fang - Es un híbrido humano con lobo y parte cyborg, que se especializa en la gama cercana, en el combate cuerpo a cuerpo, aunque él también posee un arma implantada en su brazo llamada "gun-arm" que permanentemente sustituye una de sus armas (aunque su sprite solamente se invierte cuando lo giran de derecha a izquierda). Su arsenal consiste en el Beast Shooter, el Bomber Punch, la Flamethrower y el Psychic Blaster.

- Browny - Es Oficialmente conocido como el Modelo CX-1-DA300 Robot de combate. Le dieron el apodo "Browny" debido a su personalidad explosiva. Su corta estatura le permite evitar mejor las armas enemigas. Él es el único personaje que no hace el salto mortal cuando salta, pero puede hacer un doble salto especial. Su arsenal consiste en el Victory Laser, el Genocide Scatter, el Hyper Electromagnetic Yoyo y el Shield Chaser.

## Diferencias regionales
La versión japonesa del juego es más fácil que su similar estadounidense, ya que cuenta con un indicador de energía que permite recibir daño hasta tres veces, siendo en esta última ocasión cuando el personaje pierde una vida. También cuenta con "continues" ilimitados, a diferencia de la versión americana que sólo cuenta con cinco. La imagen de la pantalla de inicio también es distinta en la versión japonesa, siendo un dibujo aportado por Yasuomi Umetsu, quien también contribuyó con dibujos al manual del juego.
En la versión europea, llamada "Probotector", los personajes principales y algunos enemigos fueron renombrados, como también el argumento del juego fue reescrito. En este último, el Coronel Bahamut y Dead-Eye Joe están diseñando humanoides-extraterrestres. El modo de juego es el mismo que en la versión americana, sólo que el jugador tiene cuatro "continues" en la versión europea, en lugar de cinco como en la versión americana.